# Castle Point
Castle Point est un district non métropolitain de l'Essex, en Angleterre.
Il comprend les villes de Canvey Island, Hadleigh, South Benfleet et Thundersley, où siège le conseil de district.
Le district est créé le 1er avril 1974 par la fusion du district urbain de Benfleet et du district urbain de Canvey Island. Il reçoit le statut de borough en 1992.

## Source
- (en) Cet article est partiellement ou en totalité issu de l’article de Wikipédia en anglais intitulé « Castle Point » (voir la liste des auteurs).